# John Leeson
Pour les articles homonymes, voir Leeson.
John Leeson, né le 16 mars 1943, est un acteur britannique. Second rôle comique dans les séries britannique, il est connu pour avoir joué la voix de K-9 dans les séries Doctor Who, K-9 and Company et The Sarah Jane Adventures.

## Biographie
Acteur sur des sitcoms comme Dad's Army, il est engagé entre 1977 et 1979 pour faire la voix du robot-chien K-9. Si Tom Baker, l'acteur jouant Le Docteur à l'époque n'aimait pas le personnage de K-9, qui l'obligeait souvent à jouer courbé, il supportait les apparitions du robot-chien grâce à son amitié avec Leeson. En 1978, durant le seul épisode où l'accessoire robotisé simulant K-9 ne pouvait être utilisé, « The Power of Kroll », John Leeson accepte de jouer le rôle de l'ingénieur Dugaan. En 1979, son contrat n'est pas renouvelé durant la saison 17 et est remplacé le temps de quatre épisodes (dont un annulé) par David Brierly. En 1980, le chien robot-disparait de la série, avant de réapparaître dans une série avortée nommée K-9 and Company.
Acteur de doublage, il fait de nombreuses voix de monstres dans la série Doctor Who et reprend son rôle pour des pièces audio ainsi que pour quelques apparitions. (« The Five Doctors », « L'École des retrouvailles » ou « La Fin du voyage ». Après quelques apparitions et différents démêlés lié au droit du personnage, il reprend la voix lorsque K-9 devient un membre permanent de la série The Sarah Jane Adventures.
Leeson a écrit et joué un one-man-show nommé "A Dog's Life" ("une vie de chien")

## Vie privée
Maintenant à la retraite, John Leeson fut aussi juge de paix pendant vingt cinq ans du côté d'Ealing.
En 2002 et en 2012 il se présenta pour devenir candidat des Libéraux-démocrates dans le district de Perivale mais ne fut pas élu.